# مگومی ماتسوموتو
مگومی ماتسوموتو (انگلیسی: Megumi Matsumoto؛ زادهٔ ۶ فوریهٔ ۱۹۷۷) صداپیشه اهل ژاپن است.